# Waze
Waze Mobile Ltd, по-рано FreeMap Israel, е дъщерна компания на Google, която предоставя софтуер за сателитна навигация за смартфони и други компютри, които поддържат връзка с глобалната система за позициониране (GPS). В допълнение към навигацията „стъпка по стъпка“, тя включва време за пътуване и подробности за маршрута, подадени от потребители, като изтегля информация, зависеща от местоположението, чрез клетъчна мрежа. Waze описва своето приложение като инициатива на общността, която е безплатна за изтегляне и използване.
Първоначално софтуерът е разработен в Израел от Waze Mobile – компания, основана от израелските предприемачи Ехуд Шабтай (Ehud Shabtai), Амир Шинар (Amir Shinar) и Ури Ливайн (Uri Levine), ветерани от израелското разузнаване (поделение 8200). Финансирането на първоначалния проект е осигурено от две израелски фирми за рисков капитал – Magma и Vertex Ventures Israel, както и от американска фирма за рисков капитал в ранен етап на развитие – Bluerun Ventures. През юни 2013 г. Waze Mobile е придобита от Google за 1,3 млрд. щ.д.
Приложението генерира приходи чрез хиперлокална реклама, посещавана от около 130 милиона потребители.